# Pee Wee Ellis
Pee Wee Ellis, pseudonimo di Alfred Ellis (Bradenton, 21 aprile 1941 – 24 settembre 2021), è stato un sassofonista, compositore e arrangiatore statunitense.
È stato un membro importante della James Brown's band negli anni sessanta, apparendo in molte registrazioni e co-scrivendo alcune hits come Cold Sweat, Mother Popcorn e Say It Loud - I'm Black and I'm Proud. Ha lavorato anche a stretto contatto con Van Morrison.

## Biografia
"Pee Wee" Ellis (vero nome Alfred Bryant) è nato il 21 aprile del 1941 a Bradenton, Florida dalla madre Elizabeth e dal padre Garfield Devoe Rogers, Jr. Nel 1949 la madre sposò Ezell Ellis, e la famiglia si trasferì a Lubbock, Texas dove Ellis ricevette il nomignolo di "Pee Wee". Egli fece la sua prima performance nel 1954 alla Dunbar Junior High School. Nel 1955 Ezell Ellis fu ucciso, e i restanti membri della famiglia si trasferirono a Rochester, New York. Durante la frequenza della Madison High School egli suonò in maniera professionale con jazzisti come Ron Carter e Chuck Mangione. Nel 1957 si trasferì a New York, dove frequentò la Manhattan School of Music seguendo delle lezioni con Sonny Rollins. Nel 1960 ritornò in Florida lavorando come bandleader, direttore e scrittore musicale.
Ellis suonò con la James Brown Revue dal 1965 al 1969. Mentre con Brown arrangiò e co-scrisse successi come Cold Sweat e Say It Loud - I'm Black and I'm Proud. Nel 1969 egli tornò a New York. Lavorò come arrangiatore e direttore musicale per l'etichetta Kudu Records della CTI Records, collaborando con artisti come George Benson, Hank Crawford ed Esther Phillips (1935–1984). Alla fine degli anni settanta si trasferì a San Francisco e formò una band con il precedente supporter di Miles Davis, Dave Liebman, con il quale egli registrò The Chicken, che sarebbe diventata la favorita di Jaco Pastorius.
Tra il 1979 e il 1986 egli lavorò con la band di Van Morrison come arrangiatore e direttore musicale e poi di nuovo dal 1995 fino al 1999. Ha avuto anche saltuarie performances nel 1988, 1989, 1991, 1992, 1993, 1994, 2000, 2002, 2005 e 2006 come ospite.
Alla fine degli anni ottanta Ellis riunì alcuni musicisti con i quali aveva suonato durante il periodo con James Brown e formò la JB Horns. Con Fred Wesley e Maceo Parker egli registrò un numero di album che definì una versione di jazz-funk. Il gruppo fece dei tours anche in Europa. Nel 1992 egli riprese la sua carriera da solista. Ellis apparve anche accanto a Bobby Byrd (1934–2007) nella J.B All Stars.
Nel 1995, mostrando la diversità del suo talento e dei suoi interessi musicali, Ellis suonò il sax tenore e arrangiò i fiati per l'album Worotan, della maliana Oumou Sangaré, il cosiddetto "Usignolo del Wassoulou" e lavorò con molti altri artisti nella etichetta World Circuit compresi Ali Farka Touré, Cheikh Lô, Miguel "Angá" Díaz (1961-2006) e il rinomato bassista cubano Cachao.
Il suo gruppo The Pee Wee Ellis Assembly ha continuato a lavorare costantemente fino al 1992, ed Ellis è sempre occupato ad apparire come ospite con molteplici artisti, arrangiando e registrando sia i suoi album che come rispettato musicista e insegnante.
Tra il 2009 e il 2011 Ellis ha realizzato un tour africano di tributo a James Brown, Still Black Still Proud, molto acclamato sia negli USA che in Europa.
Ospiti speciali nel progetto sono stati Vusi Mahlasela, Maceo Parker, Cheikh Lô, le Mahotella Queens e il rapper di origini nigeriane Ty.
Fino al 2012 Ellis ha realizzato tour con la Ginger Baker Jazz Confusion, un quartetto comprensivo di Ellis, il batterista Ginger Baker, il bassista Alec Dankworth e il percussionista Abass Dodoo.
A luglio 2014 Pee Wee Ellis è stato onorato con un dottorato dalla Bath Spa University ed egli continua a sostenere la musica locale come patron (e principale esecutore) del Bristol International Blues and Jazz Festival.

## Discografia

### Album da solista
- 1992 Blues Mission (Gramavision)
- 1993 Twelve and More Blues (Minor Music)
- 1994 Sepia Tonality (Minor Music)
- 1995 Yellin' Blue
- 1996 A New Shift (Minor Music)
- 1997 What You Like (Minor Music)
- 2000 Ridin' Mighty High (Skip Records)
- 2001 Live and Funky (Skip Records)
- 2005 Different Rooms (Skip Records)
- 2011 Tenoration (Art of Groove, MIG-Music)
- 2013 The Spirit of Christmas (Minor Music GmbH)
- 2015 The Cologne Concerts (Minor Music GmbH)

### Con James Brown
- 1991 Star Time - un quadruplo CD retrospettivo della carriera di James Brown

### Con Van Morrison
- 1979 Into the Music (Polydor)
- 1980 Common One (Polydor)
- 1982 Beautiful Vision (Polydor)
- 1983 Inarticulate Speech of the Heart (Polydor)
- 1984 Live at the Grand Opera House Belfast (Polydor)
- 1985 A Sense of Wonder (Polydor)
- 1995 Days like This (Polydor)
- 1996 How Long Has This Been Going On (Mercury) - Top Jazz Album - #1
- 1996 Tell Me Something: The Songs of Mose Allison (Verve) - Top Jazz Album - #1
- 1997 The Healing Game (Mercury)
- 1998 The Philosopher's Stone (Polydor)
- 1999 Back on Top (Polydor)
- 2006 Live at Montreux 1980/1974 DVD (Exile) - (Pee Wee Ellis è presente in primo piano nel 1980)

### Con la JB Horns
- 1990 Finally Getting Paid (Minor Music)
- 1991 Pee Wee, Fred and Maceo (Gramavision)
- 1993 Funky Good Time - Live (Gramavision)
- 1994 I Like It Like That

### Con Maceo Parker
- 1990 Roots Revisited (Minor Music)
- 1991 Mo' Roots (Minor Music)
- 1992 Life on Planet Groove (Minor Music)
- 1993 Southern Exposure (Minor Music)
- 1994 Maceo (Minor Music)

### Altro
- Time Is Running Out (Impulse!, 1976) con Brass Fever
- It's a Funky Thing to Do (Cotillion, 1971) con Hank Crawford
- The Fourth Dimension (Cadet, 1974) con Jack McDuff
- Magnetic Feel (Cadet, 1975) con Jack McDuff
- Mystical Lady (Cadet, 1971) con Shirley Scott
- Dumpy Mama (Flying Dutchman, 1975) con Sonny Stitt
- Savane (World Circuit, 2006) con Ali Farka Touré
- Goin' Home: A Tribute to Fats Domino (Vanguard, 2007) con artisti vari
- Why? (Motema Music, 2014) con Ginger Baker